# AMD 10h

K10 아키텍처

AMD 패밀리 10h(AMD Family 10h) 또는 K10 마이크로아키텍처(K10 Microarchitecture)는 AMD의 K8 마이크로아키텍처를 잇는 새로운 x86/x64 마이크로아키텍처의 이름이다. 3세대 옵테론과 페넘 제품군 등에서 사용된 마이크로아키텍처이며, 스타 코어 마이크로아키텍처라고도 한다. 초기 개발단계에서는 K8 Rev.H 또는 K8L 이라고 불리는 것이 일반적이었다.

## 특징
K8 마이크로아키텍처를 기본으로 하며, 서버용 CPU에 주로 쓰이던 L3캐시를 내장하고, 하이퍼트랜스포트 3.0으로 메모리와 통신하게 되어, 병목현상이 이전 아키텍처에 비해 크게 줄었으며, 부동소수점 연산과 SSE 유닛이 128BIT로 확장되어 SSE 명령 처리에 있어서 향상점이 있다. 이전의 K8 마이크로아키텍처에 비해서 높은 클럭당 명령 실행 수(Instructions Per Clock, IPC)를 가진다.

## 개선 또는 새로 적용된 기술
- 128BIT로 확장된 SSE 유닛
- 2개의 독립된 메모리 컨트롤러 사용
  - 일반적인 듀얼채널과 비슷한 개념인 Ganged Mode와 두개의 메모리 채널이 동시에 작동하는 Unganged mode로 나뉜다.(듀얼 채널 여부와는 별개)
- 하이퍼트랜스포트 3.0
- 어드밴스트 메모리 프리페처
  - 데이터를 L2 캐시에서 찾을 필요없이 메모리로부터 L1 캐시로 가져올 수 있으며, 지연시간이 줄며 L2 캐시의 부담을 줄일 수 있다.
  - K8 마이크로아키텍처에 비해 명령어를 위한 데이터 버퍼가 32 바이트로 늘었다.
- 통합 L3 캐시
- SSE4A
  - 다음과 같은 4개의 명령어를 지원한다. EXTRQ/INSERTQ, MOVNTSD/MOVNTSS, LZCNT, POPCNT

## K10 아키텍처가 사용된 제품
- 페넘
- 옵테론 (3세대)
- 애슬론 X2 (쿠마)

## 같이 보기
- AMD K9
- 페넘 II